# S1PR2
S1PR2 (англ. Sphingosine-1-phosphate receptor 2) – білок, який кодується однойменним геном, розташованим у людей на короткому плечі 19-ї хромосоми. Довжина поліпептидного ланцюга білка становить 353 амінокислот, а молекулярна маса — 38 867.
| 10         |  | 20         |  | 30         |  | 40         |  | 50         |
| ---------- |  | ---------- |  | ---------- |  | ---------- |  | ---------- |
| MGSLYSEYLN |  | PNKVQEHYNY |  | TKETLETQET |  | TSRQVASAFI |  | VILCCAIVVE |
| NLLVLIAVAR |  | NSKFHSAMYL |  | FLGNLAASDL |  | LAGVAFVANT |  | LLSGSVTLRL |
| TPVQWFAREG |  | SAFITLSASV |  | FSLLAIAIER |  | HVAIAKVKLY |  | GSDKSCRMLL |
| LIGASWLISL |  | VLGGLPILGW |  | NCLGHLEACS |  | TVLPLYAKHY |  | VLCVVTIFSI |
| ILLAIVALYV |  | RIYCVVRSSH |  | ADMAAPQTLA |  | LLKTVTIVLG |  | VFIVCWLPAF |
| SILLLDYACP |  | VHSCPILYKA |  | HYFFAVSTLN |  | SLLNPVIYTW |  | RSRDLRREVL |
| RPLQCWRPGV |  | GVQGRRRGGT |  | PGHHLLPLRS |  | SSSLERGMHM |  | PTSPTFLEGN |
| TVV        |  |            |  |            |  |            |  |            |

A: Аланін

C: Цистеїн

D: Аспарагінова кислота

E: Глутамінова кислота

F: Фенілаланін

G: Гліцин

H: Гістидин

I: Ізолейцин

K: Лізин

L: Лейцин

M: Метіонін

N: Аспарагін

P: Пролін

Q: Глутамін

R: Аргінін

S: Серин

T: Треонін

V: Валін

W: Триптофан

Кодований геном білок за функціями належить до рецепторів, g-білокспряжених рецепторів, білків внутрішньоклітинного сигналінгу. 
Локалізований у клітинній мембрані, мембрані.